# Teruko
Teruko ist ein weiblicher japanischer Vorname.

## Bekannte Namensträger
- Teruko Nakano (* 1965), japanische Beachvolleyballspielerin
- Teruko Ōe (* 1969), japanische Marathonläuferin
- Ishizaka Teruko (1926–2019), japanische Immunologin